# Maria Kawamura
Shigeyo Kawamura (川村 繁代, Kawamura Shigeyo), plus connue sous le nom de scène Maria Kawamura (川村 万梨阿, Kawamura Maria), est une seiyū japonaise née le 21 novembre 1961 à Tokyo (Japon). Kawamura est une travailleuse indépendante, ancienne membre du groupe d'Arts Vision. Elle a notamment joué Naga le Serpent dans Slayers. En 1991, elle s'est mariée avec le mangaka Mamoru Nagano (en).

## Filmographie

### Séries télévisées d'animation
- Les Quatre Filles du docteur March (1987) (Sally Gardiner)
- Les Enfants du capitaine Trapp (1991) (Hedvic von Trapp)
- Tokyo Mew Mew (2002) (Rei Nishina)[2]
- Humanity Has Declined (2012) (Narrator)

Date inconnue
- Anpanman (Princess Mizūmi, Kun Fūrin, Shanpū-chan, Chinkuru, Kami Fūsen Ponpon)
- Aura Battler Dunbine (Cham Fau)
- Ayane's High Kick (Sakurako Miyagawa)
- Brain Powerd (Higgins Saz)[3]
- City Hunter 2 (Yuriko)
- Darker than Black (Shizuka Isozaki)
- El-Hazard (Ifurita)
- Excel Saga (Kyoko)
- Gall Force (Eluza)
- Ghost Sweeper Mikami (ja) (Terusa, Mermaid of Namiko)
- Gothicmade (Berin)[4]
- Gunbuster (Jung Freud)
- Heavy Metal L-Gaim[5] (Lillith Fuau, Gaw Ha Leccee)
- Juuni Senshi Bakuretsu Eto Ranger (Tart, Princess Aura)
- Kyatto Ninden Teyandee (Tokugawa Usako)
- Kyūkyoku Chōjin R (Mari Saionji)
- Mamotte! Lollipop (Sarasa)
- Māru-ōkoku no Ningyō-hime 2 (Kururu)[6]
- Mobile Suit Zeta Gundam (Beltorchika Irma)
- Neon Genesis Evangelion[7] (Kyōko Zeppelin Soryu)
- NG Knight Lamune & 40 (Toshiō, Reiyū)
- Osomatsu-kun (1988 series) (Kumiko)
- Other Life: Azure Dreams (Cherrl Child)
- Peter Pan no Bōken (Tiger Lily, Luna)
- Pokémon Advanced Generation (Yuma)[8]
- Pokémon Diamant et Perle (Momi)
- Pokémon (Kanna)[8]
- PoPoLoCrois (Queen Narushia)[9]
- Red Data Girl (Shizue Sōda)
- Revolutionary Girl Utena (Mamiya Chida, Shadow Girl A)[10]
- Rockman DASH 2 - Episode 2: Great Inheritance (Matilda Caskett & Yuuna)
- Romeo no aoi sora (Angeletta)[11]
- Rosario + Vampire Capu2 (Lilith)
- Saber Marionette J (Tamasaburō)
- Sailor Moon S (Eudial)
- Saint Seiya (Freya)
- Sengoku Blade: Sengoku Ace Episode II (Miko / Koyori)
- Slayers (Naga the Serpent/Nama)
- Super Robot Wars UX (Cham Fau)
- Tonde Burin (Nanako Tateishi)
- Uta Kata (Saya Kogure)[12]
- Valkyrie Profile (Frei (known as "Freya" in U.S. release))
- Valkyrie Profile 2: Silmeria (Frei)
- Valkyrie Profile: Lenneth (Frei)
- Watashi no Ashinaga Ojisan (Karen Patterson)
- xxxHolic (Hanahana)
- Yagami-kun's Family Affairs (Mayuki Ikari)
- Yu Yu Hakusho (Hina)

### OAV
- Mobile Suit Gundam Unicorn (2010) (Beltorchika Irma)

### Film d'animation
- Mobile Suit Gundam: Char's Counterattack (1988) (Quess Paraya)

### Jeux vidéo
- Harukanaru Toki no Naka de (2000) (Shirin)[13]
- Valkyrie Profile: Covenant of the Plume (2008) (Frei)[14]
- E.X. Troopers (2012) (Seruka)

### Doublage

#### Live-action
- Family Ties (Mallory Keaton (Justine Bateman))

#### Animation
- An American Tail: Fievel Goes West (Tanya)
- An American Tail: The Treasure of Manhattan Island (Tanya)
- An American Tail: The Mystery of the Night Monster (Tanya)
- Tom and Jerry (Toodles Galore)